# Góc tối của sự thật
Góc tối của sự thật (tiếng Hàn: 조작; Romaja: Jojak) là một bộ phim truyền hình Hàn Quốc, với dàn diễn viên chính: Namkoong Min, Uhm Ji-won, Yoo Jun-sang, Jeon Hye-bin và Moon Sung-keun. Phim được phát sóng trên kênh SBS vào thứ hai thứ ba hàng tuần lúc 22:00 (KST), bắt đầu từ 24 tháng 7 năm 2017.

## Nội dung
Phim kể về những phóng viên luôn cố gắng đưa ra ánh sáng những góc tối về tham nhũng trong xã hội.

## Dàn viễn viên

### Vai chính
- Namkoong Min vai Han Moo-young[6][7][8]
- Uhm Ji-won vai Kwon So-ra[9]
- Yoo Jun-sang vai Lee Seok-min[10]
- Jeon Hye-bin vai Oh Yoo-kyung[11]
- Moon Sung-keun vai Koo Tae-won[12]

### Vai phụ

#### Nhật báo Aeguk
- Jo Hee-bong vai Yang Dong-sik
- Kim Kang-hyun vai Lee Yong-sik[13]
- Park Kyung-hye vai Seo Na-rae[14]
- Ahn Ji-hoon vai Yang Sang-ho

#### Đội Splash
- Park Sung-hoon vai Na Sung-shik
- Oh Ah-yeon vai Gong Ji-won[15]

#### Công tố viên
- Park Ji-young vai Cha Yeon-soo
- Jung Hee-tae vai Park Jin-woo
- Cho Jae-hyun[16]
- Park Won-sang vai Lim Ji-tae

### Vai trò khác
- Choi Gwi-hwa vai Yang Choo-sung
- Kim Gi-nam vai Lee Byung-kwan
- Ryu Seung-soo vai Jo Young-gi
- Kim Min-sang vai Jung Hae-dong
- Jung Man-sik vai Jun Chan-soo
- Park Jung-hak vai Park Eung-mo
- Lee Joo-seung vai Yoon Seon-woo
- Kim Hye-seong vai Song Tae-joon
- Park Sang-Hui
- Ha Kyung-min
- Seo Bo-ik
- Seo Ho-chul
- Ji Sung-hwan
- Yoo Jae-hoon
- Kim Jong-ho
- Kim Kyung-min
- Jo Jung-moon
- Choi Young
- Kim Myung-sun
- Yoon Hee-won
- Choi Jae-young
- Kim Yoon-sang
- Yoon Seo-young
- Kang Deuk-jong

### Khách mời
- Oh Jung-se vai Han Chul-ho
- Kim Jong-soo
- Jo Young-jin
- Lee Sang-hong
- Cha Soon-bae
- Yoo Ha-bok
- Kim Hyung-mook
- Jung Ok

## Sản xuất
Biên kịch Kim Hyun-jung được biết đến với bộ phim Who Are You: School 2015. Quá trình quay phim được bắt đầu vào tháng Năm dù không có diễn viên nữ chính. Buổi đọc kịch bản đầu tiên với toàn bộ diễn viên được tổ chức vào tháng 6 và bắt đầu quay phim ngay sau đó.

## Đón nhận
Mặc dù bộ phim chiếu muộn một tuần so với kế hoạch, nhưng 2 tập đầu tiên của bộ phim đã giành vị trí đầu bảng trong số các bộ phim cạnh tranh được phát sóng trên cùng khung giờ.

## Nhạc phim

### Phần 1
| STT              | Nhan đề                      | Nghệ sĩ          | Thời lượng |
| ---------------- | ---------------------------- | ---------------- | ---------- |
| 1.               | "Where Are You" (어디있나요) | Suran            | 03:25      |
| 2.               | "Where Are You" (Inst.)      |                  | 03:25      |
| Tổng thời lượng: | Tổng thời lượng:             | Tổng thời lượng: | 06:50      |

## Tỷ suất người xem
Trong bảng dưới, số màu xanh chỉ tỷ suất người xem thấp nhất, số màu đỏ chỉ tỷ suất người xem cao nhất
| Tập        | Ngày phát sóng      | Tỷ suất người xem | Tỷ suất người xem | Tỷ suất người xem        | Tỷ suất người xem        |
| Tập        | Ngày phát sóng      | Tỷ suất theo TNmS | Tỷ suất theo TNmS | Tỷ suất theo AGB Nielsen | Tỷ suất theo AGB Nielsen |
| Tập        | Ngày phát sóng      | Toàn quốc         | Vùng thủ đô Seoul | Toàn quốc                | Vùng thủ đô Seoul        |
| ---------- | ------------------- | ----------------- | ----------------- | ------------------------ | ------------------------ |
| 1          | 24 tháng 7 năm 2017 | 9,3%              | 12,3%             | 11,6%                    | 13,5%                    |
| 2          | 24 tháng 7 năm 2017 | 9,6%              | 12,4%             | 12,6%                    | 14,6%                    |
| 3          | 25 tháng 7 năm 2017 | 8,7%              | 11,4%             | 10,4%                    | 11,7%                    |
| 4          | 25 tháng 7 năm 2017 | 10,5%             | 13,3%             | 12,5%                    | 13,8%                    |
| 5          | 31 tháng 7 năm 2017 | 9,1%              | 10,8%             | 11,3%                    | 12,3%                    |
| 6          | 31 tháng 7 năm 2017 | 9,8%              | 11,6%             | 12,0%                    | 13,3%                    |
| 7          | 1 tháng 8 năm 2017  | 8,3%              | 10,6%             | 9,5%                     | 10,6%                    |
| 8          | 1 tháng 8 năm 2017  | 10,2%             | 12,7%             | 12,1%                    | 13,3%                    |
| 9          | 7 tháng 8 năm 2017  | 9,0%              | 11,7%             | 10,3%                    | 11,1%                    |
| 10         | 7 tháng 8 năm 2017  | 9,7%              | 12,7%             | 11,8%                    | 12,8%                    |
| 11         | 8 tháng 8 năm 2017  | 8,7%              | 11,2%             | 10,1%                    | 11,4%                    |
| 12         | 8 tháng 8 năm 2017  | 10,2%             | 12,7%             | 11,4%                    | 13,0%                    |
| 13         | 14 tháng 8 năm 2017 | 7,6%              | 8,6%              | 9,9%                     | 11,1%                    |
| 14         | 14 tháng 8 năm 2017 | 8,4%              | 9,5%              | 11,4%                    | 12,6%                    |
| 15         | 15 tháng 8 năm 2017 | 7,9%              | 8,8%              | 10,6%                    | 11,8%                    |
| 16         | 15 tháng 8 năm 2017 | 9,1%              | 10,5%             | 12,2%                    | 13,8%                    |
| 17         | 21 tháng 8 năm 2017 | 8,0%              | 9,6%              | 9,7%                     | 10,7%                    |
| 18         | 21 tháng 8 năm 2017 | 9,2%              | 11,2%             | 11,2%                    | 12,5%                    |
| 19         | 22 tháng 8 năm 2017 | 9,3%              | 11,2%             | 10,2%                    | 11,4%                    |
| 20         | 22 tháng 8 năm 2017 | 10,6%             | 13,1%             | 11,6%                    | 12,5%                    |
| 21         | 28 tháng 8 năm 2017 | 8,7%              | 9,7%              | 9,6%                     | 10,5%                    |
| 22         | 28 tháng 8 năm 2017 | 9,6%              | 11,2%             | 10,9%                    | 11,9%                    |
| 23         | 29 tháng 8 năm 2017 | 8,0%              | 9,6%              | 9,9%                     | 11,0%                    |
| 24         | 29 tháng 8 năm 2017 | 9,0%              | 10,5%             | 11,6%                    | 13,0%                    |
| 25         | 4 tháng 9 năm 2017  | 8,6%              | 10,6%             | 10,0%                    | 10,6%                    |
| 26         | 4 tháng 9 năm 2017  | 9,2%              | 10,7%             | 11,6%                    | 12,2%                    |
| 27         | 5 tháng 9 năm 2017  | 7,5%              | 9,1%              | 10,3%                    | 11,3%                    |
| 28         | 5 tháng 9 năm 2017  | 8,7%              | 10,3%             | 12,2%                    | 13,3%                    |
| 29         | 11 tháng 9 năm 2017 | 9,1%              | 10,6%             | 10,3%                    | 11,2%                    |
| 30         | 11 tháng 9 năm 2017 | 10,4%             | 11,9%             | 12,4%                    | 13,4%                    |
| 31         | 12 tháng 9 năm 2017 | 11,0%             | 12,7%             | 11,0%                    | 11,6%                    |
| 32         | 12 tháng 9 năm 2017 | 11,8%             | 13,1%             | 12,4%                    | 13,0%                    |
| Trung bình | Trung bình          | 9,22%             | 11,13%            | 11,08%                   | 12,23%                   |